# Akademická svoboda
Akademická svoboda je tradiční a historicky zakotvené právo vysokých škol a univerzit. V České republice je akademická svoboda právně upravena v Zákoně o vysokých školách. Definována je v dokumentu Magna Charta Universitatum, který v září 1988 v Bologni podepsali rektoři evropských univerzit. Akademické svobody stojí na samosprávném charakteru univerzit, jejichž nejvyšším orgánem je akademický senát, který je volen z řad studentů a učitelů.
Zahrnuje tyto akademická práva a svobody:
- svoboda vědy, výzkumu a umělecké tvorby a zveřejňování jejich výsledků,
- svoboda výuky spočívající především v její otevřenosti různým vědeckým názorům, vědeckým a výzkumným metodám a uměleckým směrům,
- právo učit se zahrnující svobodnou volbu zaměření studia v rámci studijních programů a svobodu vyjadřovat vlastní názory ve výuce,
- právo členů akademické obce volit zastupitelské akademické orgány,
- právo používat akademické insignie a konat akademické obřady.